# Ronnie Blake
Ronnie Blake (ur. 23 maja 1972) - muzyk z Fullerton w Kalifornii. W 1999 roku dołączył do zespołu swingowego o nazwie Big Bad Voodoo Daddy. Opuścił go w 2004 roku aby wspomóc zespół Green Day podczas ich trasy koncertowej promującej album American Idiot. Nagrał także utwory grane na trąbce do ostatniego albumu Aaliyah. Blake wystąpił również na soundtracku do filmu Memento. Na koncercie zespołu Green Day w Milton Keynes (DVD Bullet In A Bible) a także na wszystkich koncertach promujących American Idiot Ronnie grał na klawiszach.